# Hans Andreas Bloss
Hans Andreas Bloss (* 1939 in Altdorf bei Nürnberg) ist ein deutscher Sportwissenschaftler, emeritierter Hochschulprofessor und Sachbuchautor.
Bloss studierte Sportwissenschaft, Geschichte, Philosophie und Politische Wissenschaft/Soziologie an den Universitäten Göttingen, Freiburg i.Br. und Wien. Von 1966 bis 1968 promovierte er als DAAD-Stipendiat in Sportwissenschaft an der Universität Wien. Von 1968 bis 1971 arbeitete er als Gymnasiallehrer in den Fächern Sport, Geschichte, Politik in Bremen. 1971 übernahm er eine Assistenzprofessur für Sportwissenschaft an der Freien Universität Berlin.
Von 1972 bis zu seiner Emeritierung 2004 war er als Professor für Sportwissenschaft an der PH Karlsruhe tätig. 1974–75 leitete er ein Projekt der deutschen Bundesregierung zum Aufbau von sportwissenschaftlichen Fakultäten in Kolumbien. Von 1985 bis 1986 Vertretung der Direktorenstelle Sportwissenschaft an der Universität des Saarlandes. Er hielt Gastvorlesungen an der Universidad Pedagógica (Kolumbien), Washington University (USA) sowie am Wingate Institute (Israel). Von 2005 bis 2013 führte er DAAD-Wissenschaftsberatungen an Universitäten in Honduras, Costa Rica und Kolumbien durch. 2006 wurde er zum Honorar-Professor der Universidad Pedagógica Nacional Francisco Morazán (Honduras) ernannt.

## Werk (Auswahl)
- Sport mit körperbehinderten Kindern und Jugendlichen. Zusammen mit Bernd Hartmann und Heidi Scheffel, Limpert, Bad Homburg, 1978, ISBN 3-7853-1275-X.
- Bewegung tut not: Ein Programm für Sportmuffel. Econ, Düsseldorf, 1986, ISBN 3-612-20145-X.
- Bewegung gegen Herzinfarkt So können Sie einem Herzinfarkt vorbeugen. Piper, München/Zürich, 1986, ISBN 3-492-03036-X.
- Gesundheitssport-Tips. Verlag Badische Neueste Nachrichten, Karlsruhe, 1990, ISBN 3-927725-05-6.
- Bewegung nach dem Herzinfarkt. Piper, München, 1997, ISBN 3-492-11332-X.
- Fitness-Lexikon. Gesundheitssport von A-Z. Econ, Düsseldorf, 1998, ISBN 3-612-20421-1.
- Topfit durch Bewegung. Das Balanced-Fitness-Konzept. Unter Mitarb. von Peter Kapustin, Hrsg. von Wolfgang Küpper. Ehrenwirth, München, 1994, ISBN 3-431-03311-3.
- Wirksamer Schutz vor Herzinfarkt. Zusammen mit Ulrich Staedt. Midena, München, 1998, ISBN 3-310-00420-1.
- Herzinfarkt ist kein Schicksal. Zusammen mit Ulrich Staedt. Midena, München, 2002, ISBN 3-310-00791-X.
- Gesund mit Pilates. Zusammen mit Christopher Bloss und Christiane Wolff. Droemer Knaur, München, 2006, ISBN 3-426-64329-4.
- Home Fitness. Zusammen mit Christopher Bloss und Iris Mahler. Droemer Knaur, München, 2007, ISBN 3-426-66726-6.
- Fit ohne Sport – Ihr Alltag ist Training genug. Zusammen mit Isabel Bloss. Knaur Kreativ, München, 2007, ISBN 3-426-64550-5.
- Home Fitness: Die besten Workouts mit Geräten. Zusammen mit Holger Krakowski-Roosen und Isabel Bloss. Pietsch, Stuttgart, 2013, ISBN 3-613-50735-8.
- Mit Bewegung geht alles besser: Gesund und fit bis ins hohe Alter – so klappt es. Govi, Eschborn 2022, ISBN 978-3-7741-1666-5.